# Bissau
Bissau (AFI: /bisˈsau/) è la capitale della Guinea-Bissau. Si trova all'interno dell'omonimo distretto amministrativo ed è il principale centro amministrativo, portuale e militare della nazione.

## Geografia fisica
Bissau è collocata sull'estuario del fiume Geba, che sfocia nell'Oceano Atlantico.

## Storia
La città fu fondata nel 1687 dai portoghesi, come porto fortificato e stazione commerciale. Nel 1942 divenne la capitale della Guinea portoghese, ma venne rimpiazzata da Madina do Boe nel 1973-74. Subì gravi danni durante la guerra civile del 1998-1999.

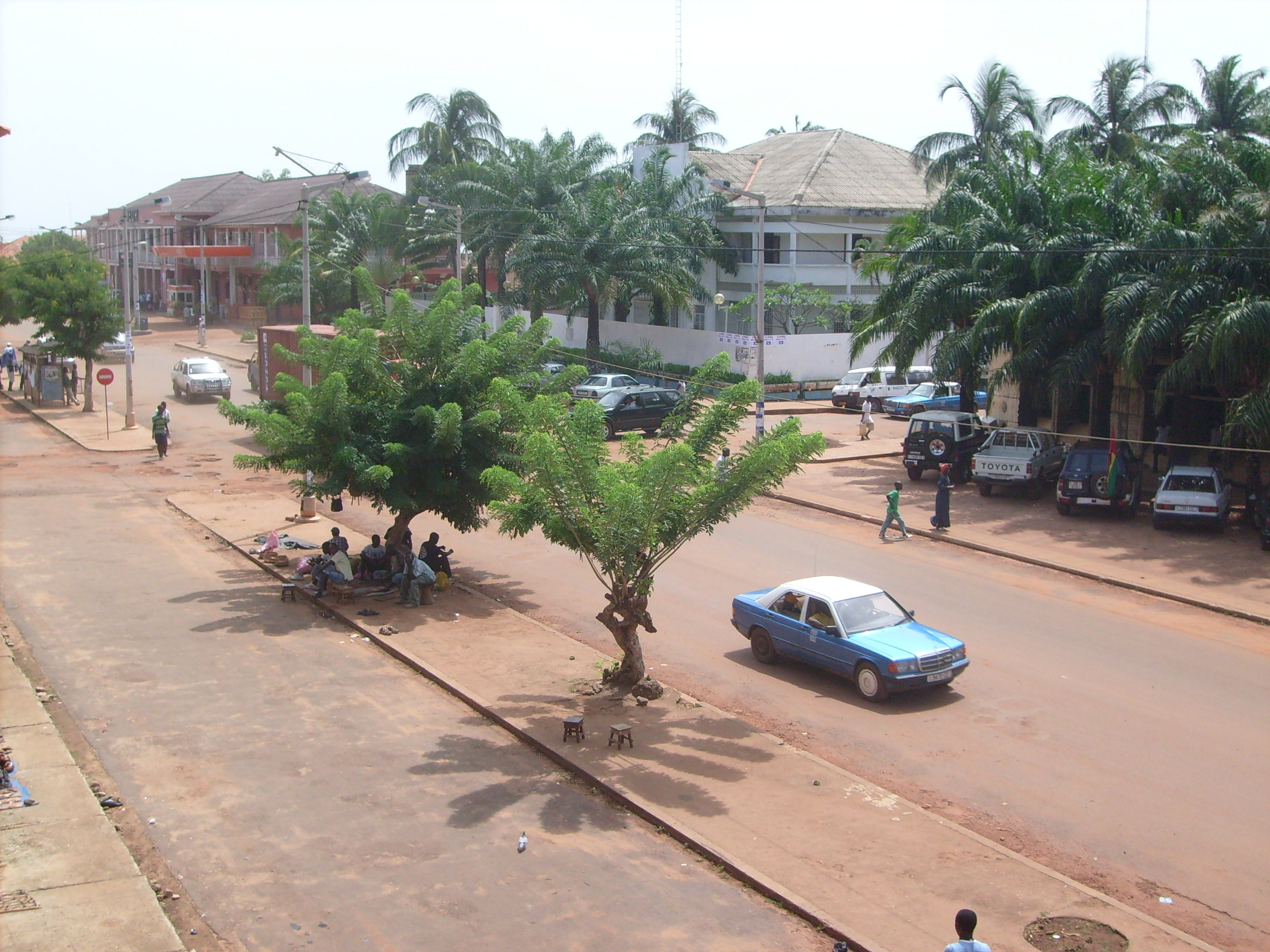
Via nel centro di Bissau

## Monumenti e luoghi d'interesse
Principale monumento della città è la Fortaleza d'Amura, dotata d'imponenti mura difensive. Altri monumenti sono il Monumento al massacro di Pidjiguiti, il Museo Nacional, l'Ex Palazzo Presidenziale, gravemente danneggiato durante la guerra civile, la Cattedrale di Nostra Signora della Candelaria di epoca coloniale e l'Assembleia Nacional Popular, il moderno edificio del parlamento bissau-guineano. Alle spalle del porto si diramano le strette vie del caratteristico Quartiere Portoghese.

## Clima
| Bissau              | Mesi | Mesi | Mesi | Mesi | Mesi | Mesi | Mesi | Mesi | Mesi | Mesi | Mesi | Mesi | Stagioni | Stagioni | Stagioni | Stagioni | Anno  |
| Bissau              | Gen  | Feb  | Mar  | Apr  | Mag  | Giu  | Lug  | Ago  | Set  | Ott  | Nov  | Dic  | Inv      | Pri      | Est      | Aut      | Anno  |
| ------------------- | ---- | ---- | ---- | ---- | ---- | ---- | ---- | ---- | ---- | ---- | ---- | ---- | -------- | -------- | -------- | -------- | ----- |
| T. max. media (°C)  | 31,3 | 32,8 | 33,7 | 33,5 | 32,9 | 31,4 | 29,6 | 28,8 | 29,9 | 31,2 | 31,7 | 30,8 | 31,6     | 33,4     | 29,9     | 30,9     | 31,5  |
| T. min. media (°C)  | 17,8 | 18,7 | 19,9 | 21,0 | 22,3 | 23,1 | 23,2 | 22,8 | 22,9 | 23,1 | 22,3 | 19,0 | 18,5     | 21,1     | 23,0     | 22,8     | 21,3  |
| Precipitazioni (mm) | 0    | 1    | 0    | 0    | 22   | 156  | 431  | 585  | 397  | 173  | 27   | 2    | 3        | 22       | 1 172    | 597      | 1 794 |

## Economia
Bissau è dotata di un modesto porto e di un aeroporto internazionale. Arachidi, legno massiccio, copra, olio di palma e gomma sono i prodotti principali.

## Cultura

### Eventi
Bissau ospita uno dei più importanti e vivaci carnevali dell'intero continente africano.